# Crocodile américain
Crocodylus acutus
Espèce
Synonymes
- Crocodilus pacificus Duméril & Bocourt, 1870
- Crocodilus americanus Barbour, 1910

Statut de conservation UICN

 VU A2cd : Vulnérable
Statut CITES
Crocodylus acutus, le Crocodile américain, est une espèce de crocodiliens de la famille des Crocodylidae.

## Description

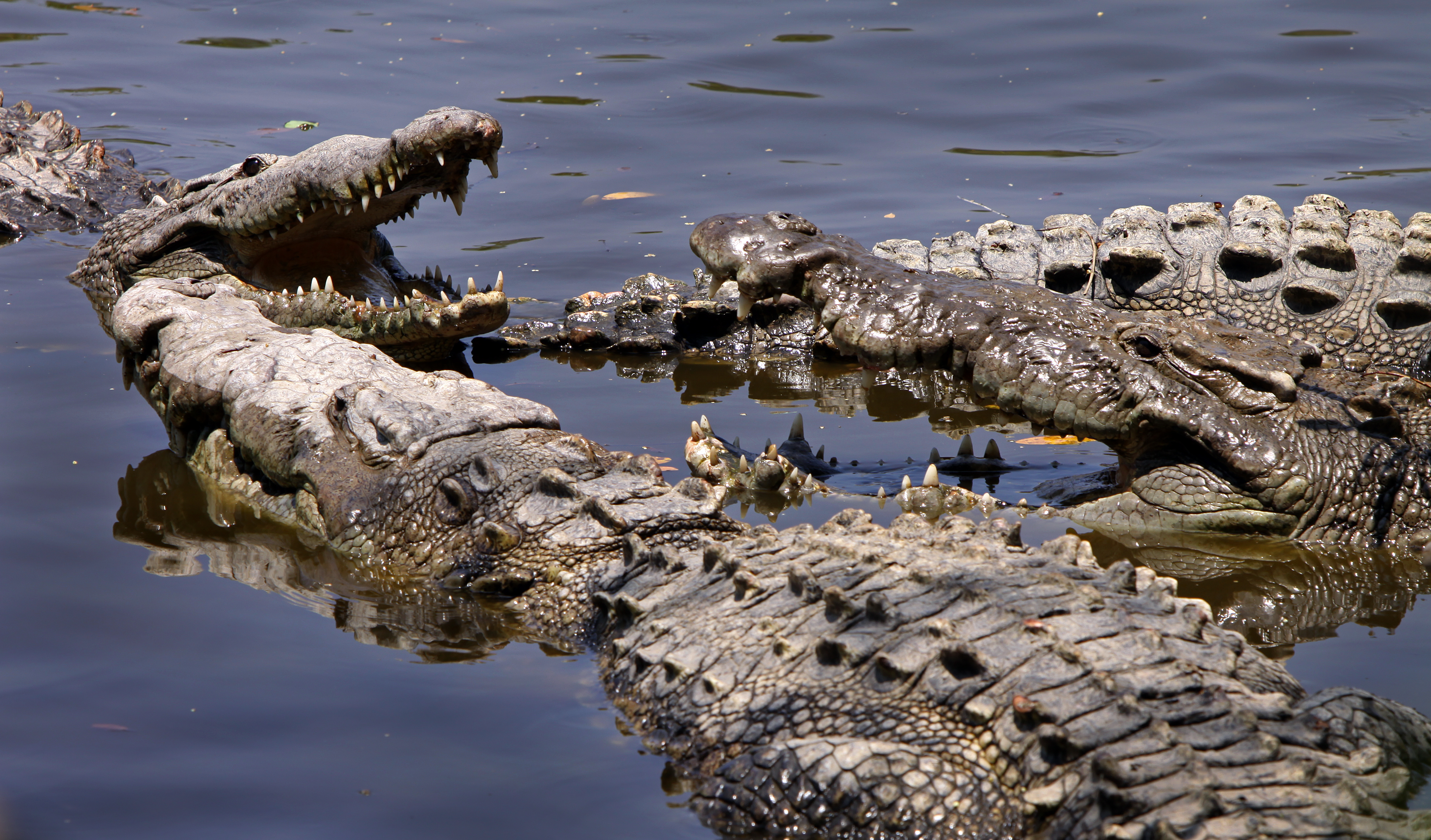
Crocodile américain

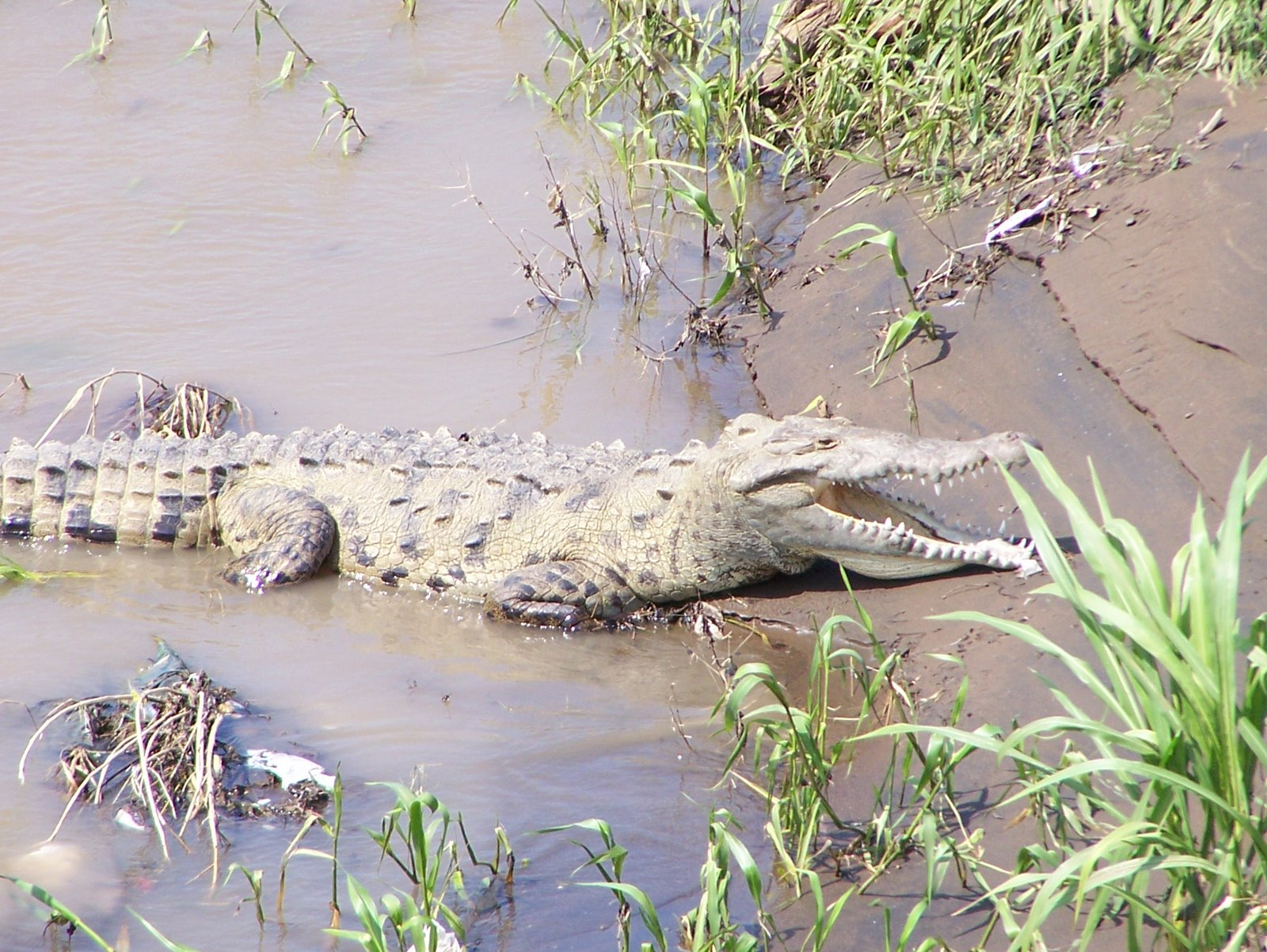
Crocodile américain

Il s'agit d'une des plus grandes espèces de crocodiles. Les mâles adultes ont une taille moyenne de 3 à 4 m et peuvent atteindre 6 ou 7 m,. Ils pèsent habituellement quelque 400 à 500 kg, mais les individus de plus de 6 m de long peuvent dépasser les 1 000 kg.
Leur nourriture est constituée d'animaux marins, principalement des poissons mais aussi des tortues et des crabes. À l'occasion, le crocodile américain chasse aussi des oiseaux. Il chasse de nuit.

## Répartition

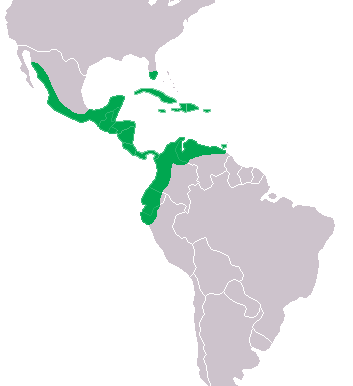
Distribution

Cette espèce se rencontre au Mexique, en Amérique centrale, dans le sud de la Floride, aux Antilles et dans le nord et le nord-ouest de l'Amérique du Sud.

## Habitat
Cette espèce fréquente à la fois les eaux douces (comme les fleuves mais aussi les lacs et les retenues d'eau artificielles) et les eaux saumâtres (comme les estuaires, les lagunes côtières et les marais des palétuviers). Une population de la République dominicaine vit dans le lac Enriquillo, qui présente une très forte salinité.

## Dangerosité
Le crocodile américain est souvent accusé de tuer du bétail mais les cas avérés sont assez rares. Les grands mâles adultes n'ont pas de prédateurs naturels et sont potentiellement capables d'attaquer n'importe quel animal se trouvant au bord de l'eau, bien que leur régime soit essentiellement composé de poissons.
Le crocodile américain peut être dangereux pour l'homme, et des attaques au Mexique, au  Costa Rica et au Guatemala sont avérées. Mais ces attaques sont rarement rapportées par la presse internationale, et de ce fait l'espèce n'est pas aussi bien décrite en tant que « mangeuse d'hommes » que les espèces apparentées de l'ancien monde et d'Australie. L'espèce est décrite comme timide et ayant une faible propension à attaquer l'homme. En mai 2007, en une seule semaine, deux cas d'attaque mortelle sur des enfants furent signalées, l'un au Mexique, juste au sud de Puerto Vallarta, et l'autre au Costa Rica,.

## Protection
Après avoir été protégée aux États-Unis en 1979, cette espèce est inscrite à l'annexe I de la CITES depuis 1989 sauf pour les populations de Cuba qui ont été réinscrites à l'annexe II en 2005.
Les populations actuelles sont estimées de 10 000 à 20 000 individus. L'animal a été beaucoup chassé pour sa peau entre 1920 et 1960. Aujourd'hui, c'est plutôt une chasse résiduelle plus petite associée à la destruction des habitats qui est à l'origine de la réduction de ses effectifs.
Au Venezuela (où on le nomme Caimán de la costa), des exemplaires juvéniles sont régulièrement libérés dans les zones humides (humedales). Début 2010, le pays annonçait avoir ainsi relâché à ce jour un total de 611 individus, dans les états d'Aragua, de Falcón et de Zulia .

## Étymologie
Le nom de l'espèce, acutus, signifie pointu en latin et fait référence à la forme du museau.

## Publication originale
- Cuvier, 1807 : Sur les différentes espèces de crocodiles vivants et sur leurs caractères distinctifs. Annales du Muséum national d'histoire naturelle, vol. 10, p. 8-86 (texte intégral).

## Galerie photos

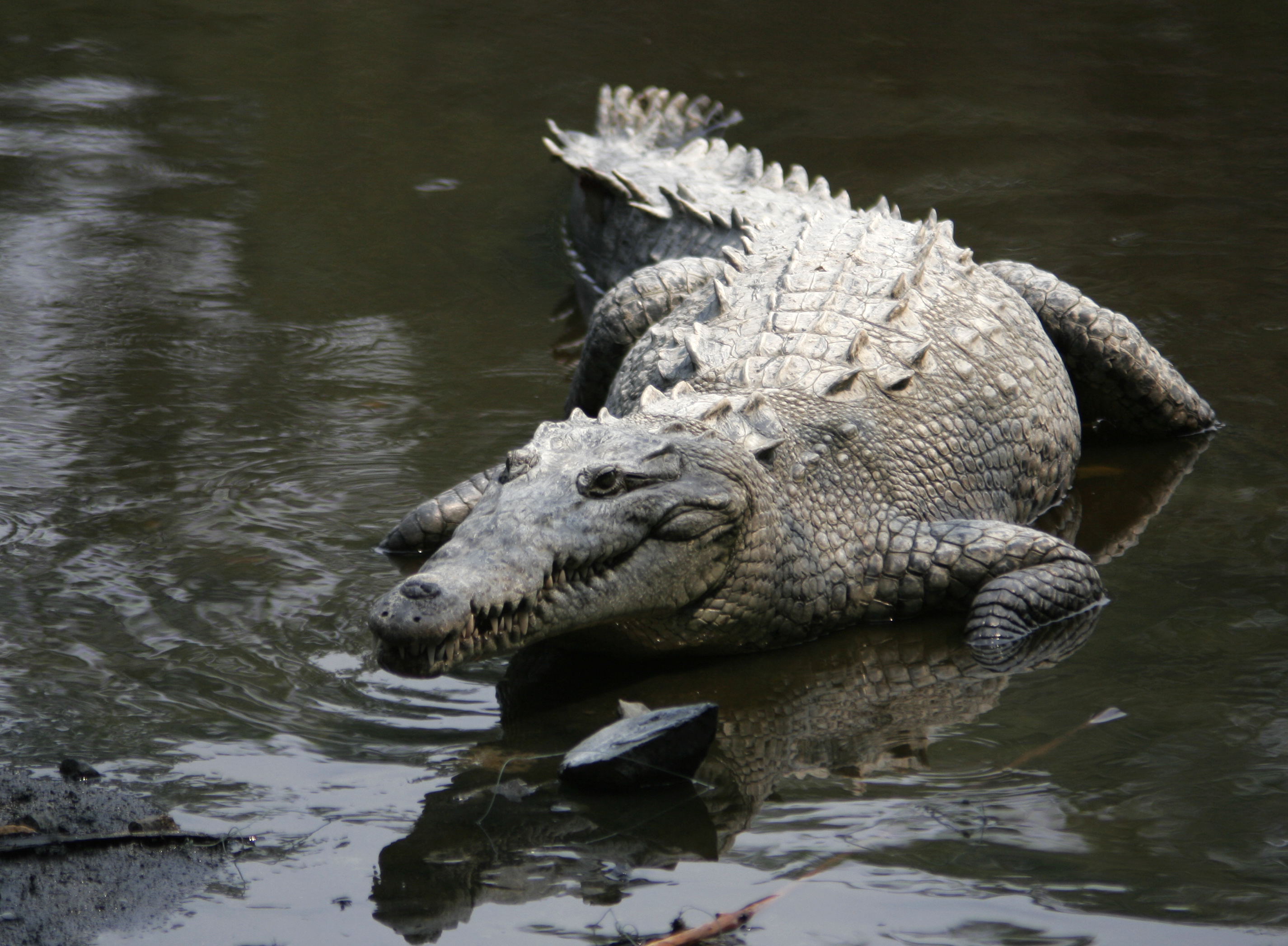
Crocodylus acutus
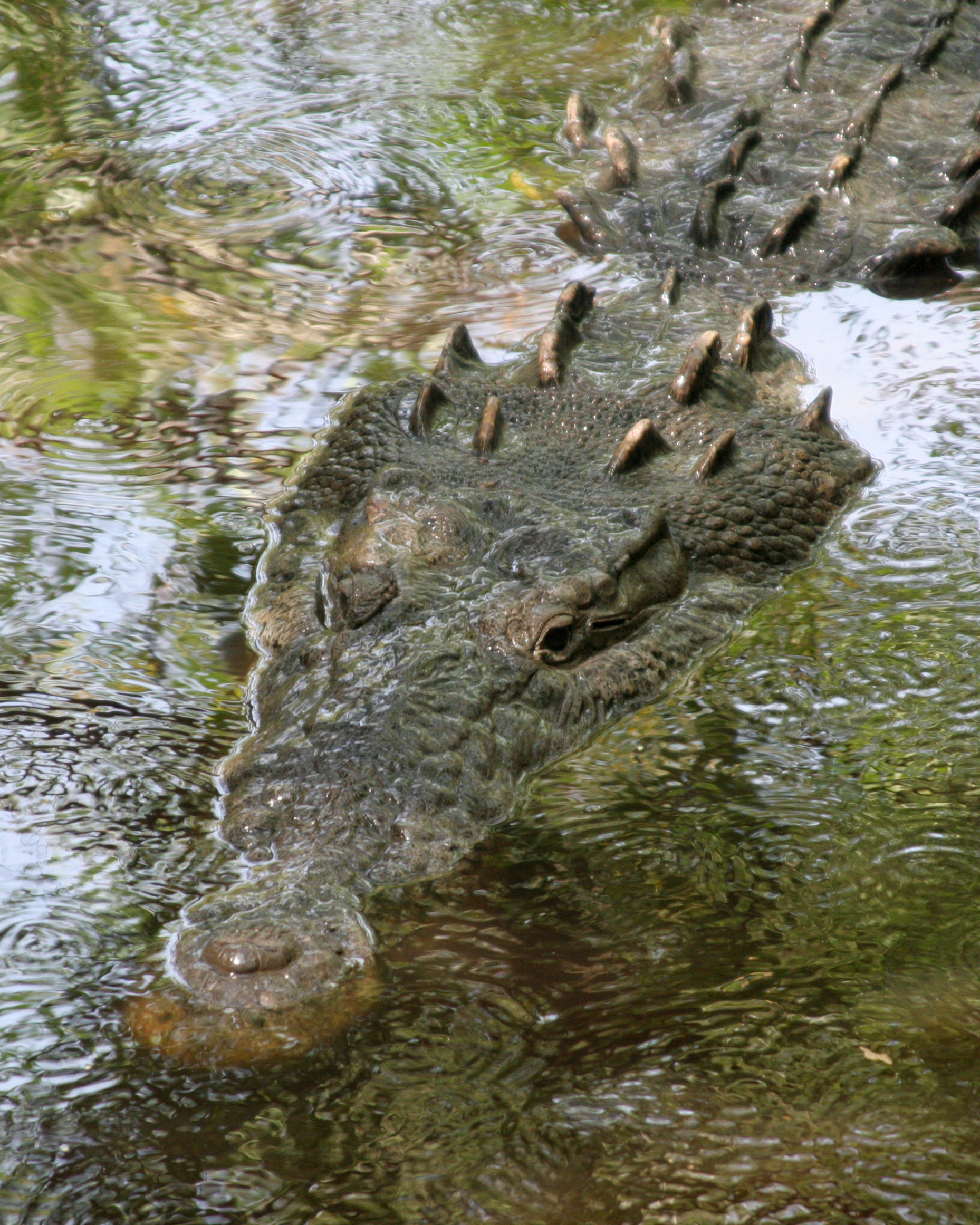
Crocodylus acutus
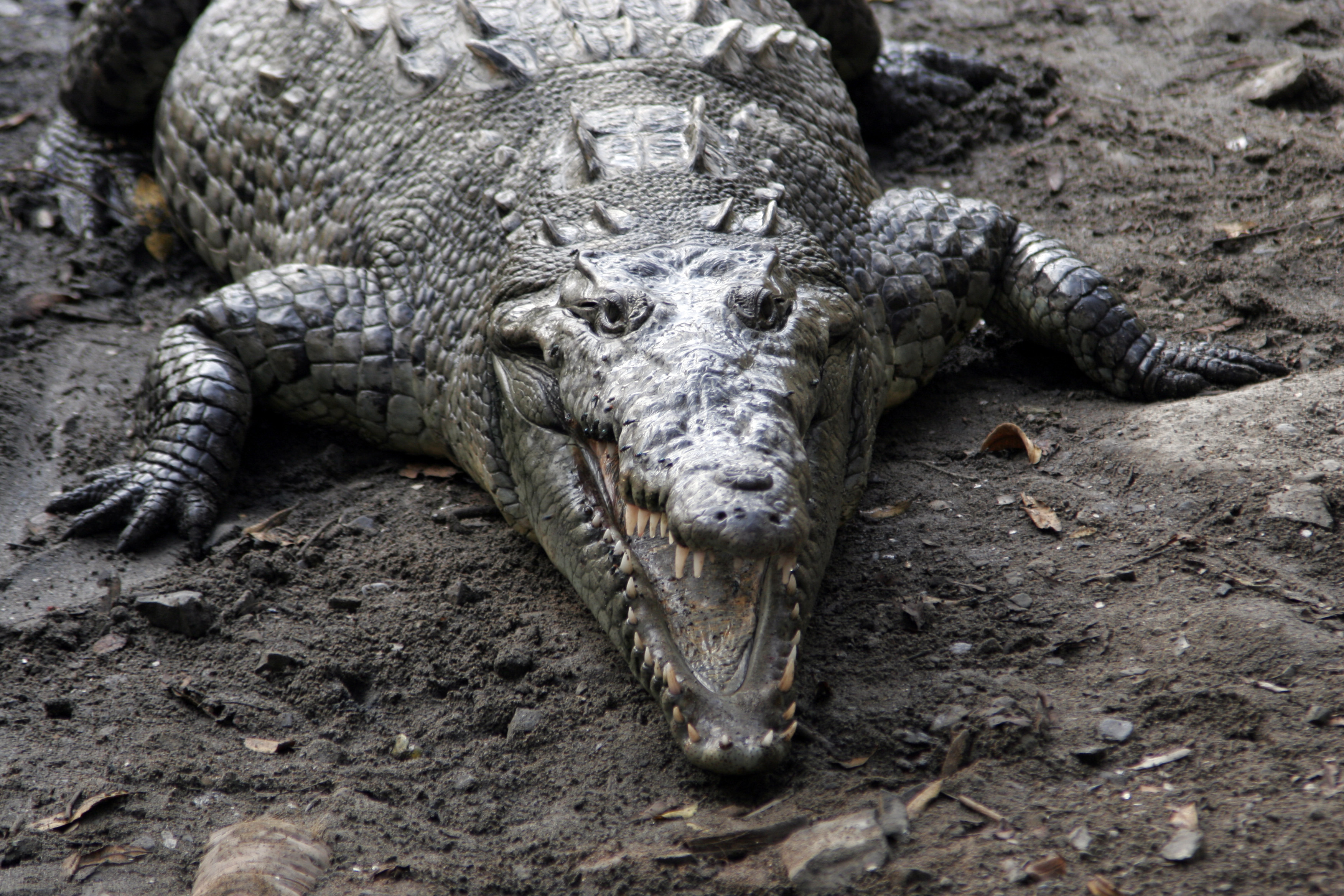
Crocodylus acutus
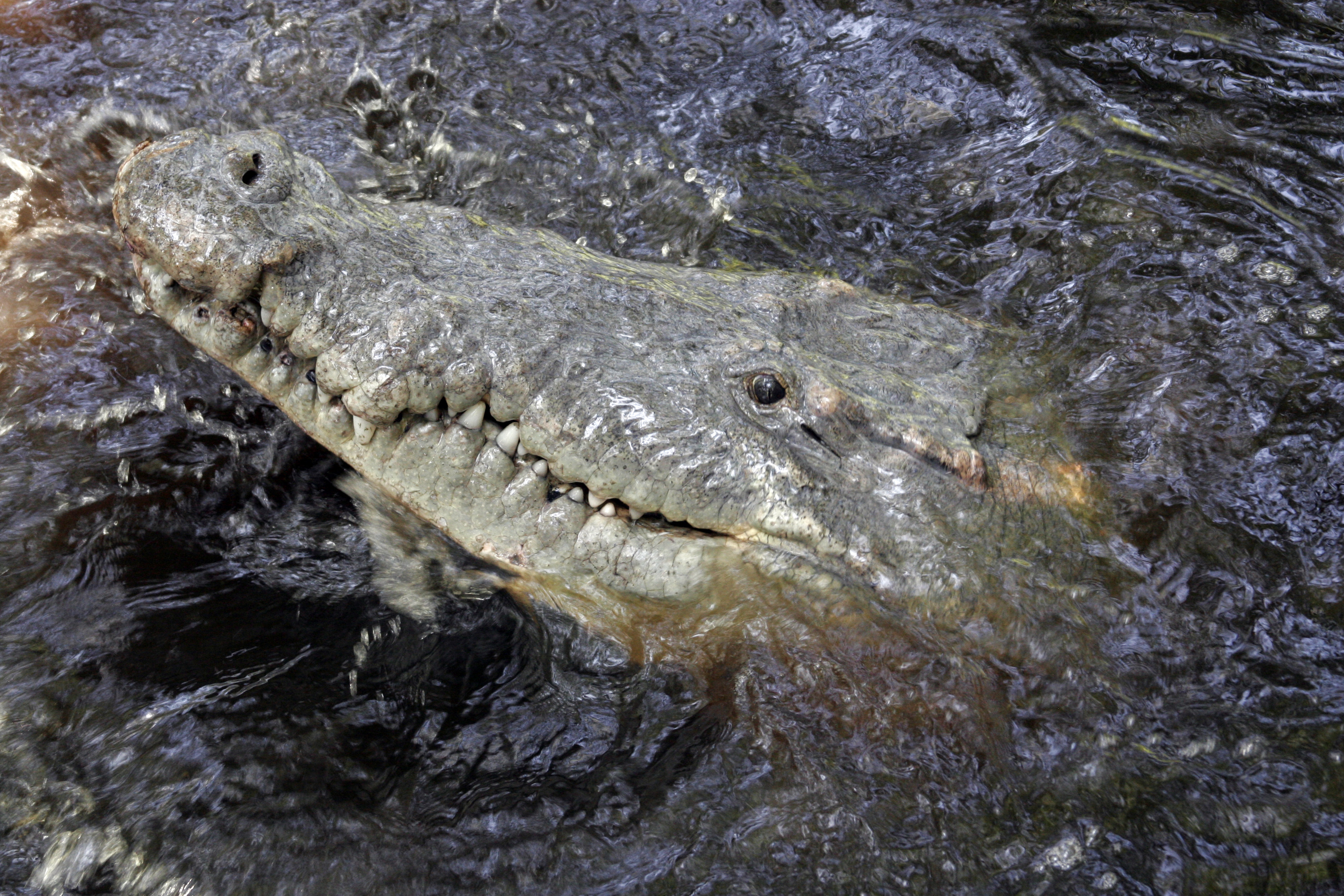
Crocodylus acutus
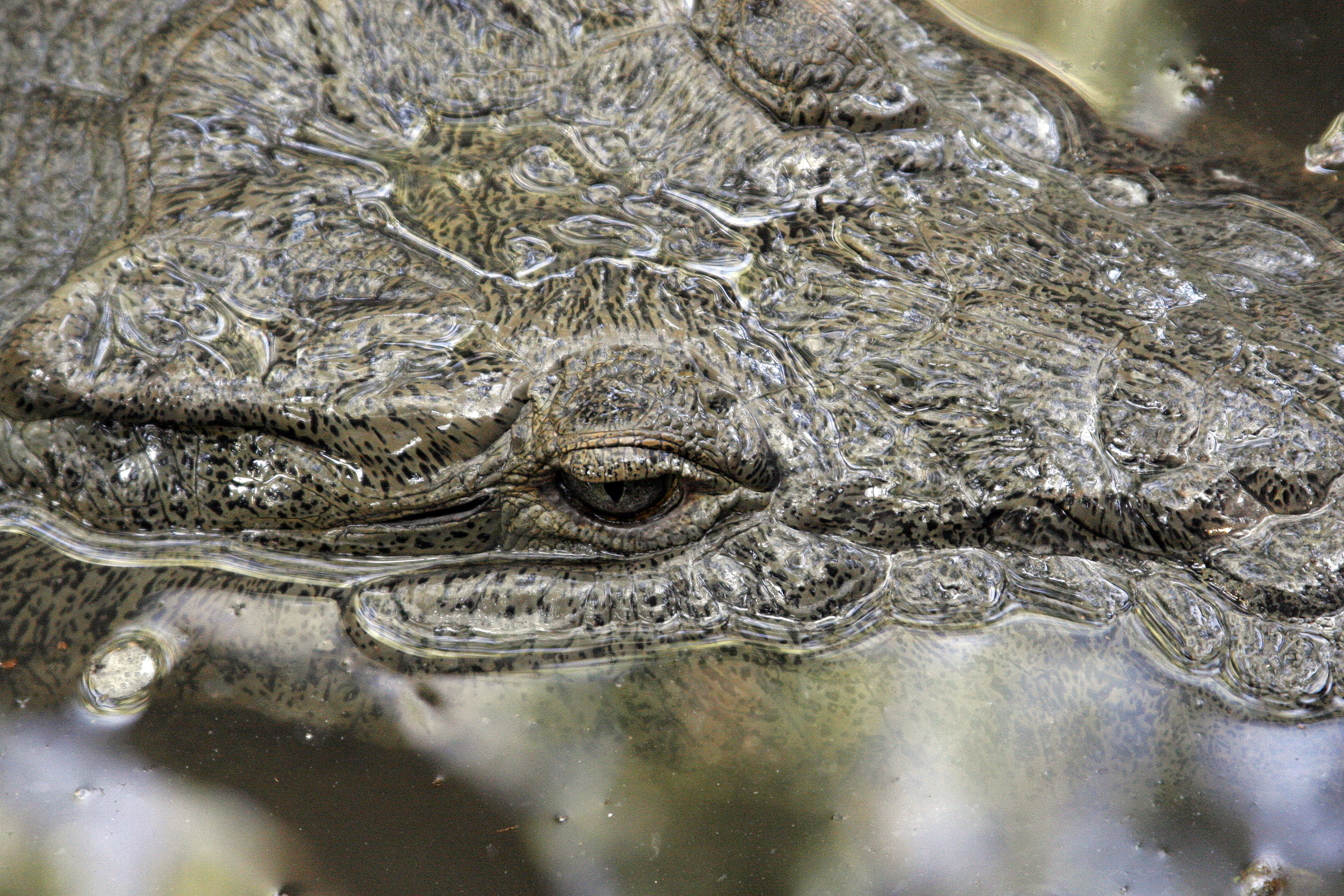
Crocodylus acutus
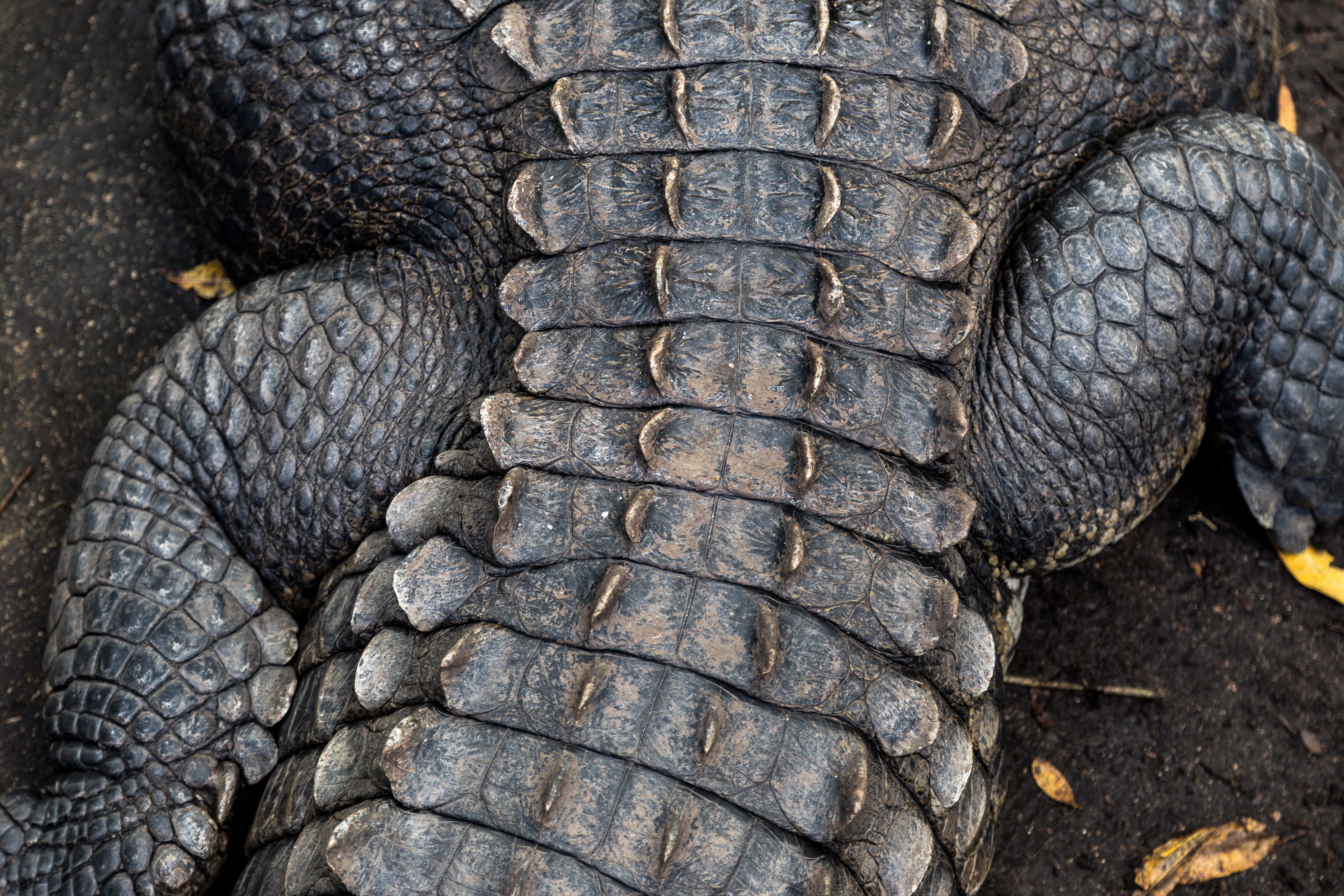
Gros plan sur un crocodile américain.